# 阿見町立君原小学校
阿見町立君原小学校（あみちょうりつ きみはらしょうがっこう）は、茨城県稲敷郡阿見町にある公立小学校である。

## 概要
1877年（明治10年）に君島小学校として開校した。その後、数回の名称変更を経て1955年（昭和30年）に現在の名称になった。

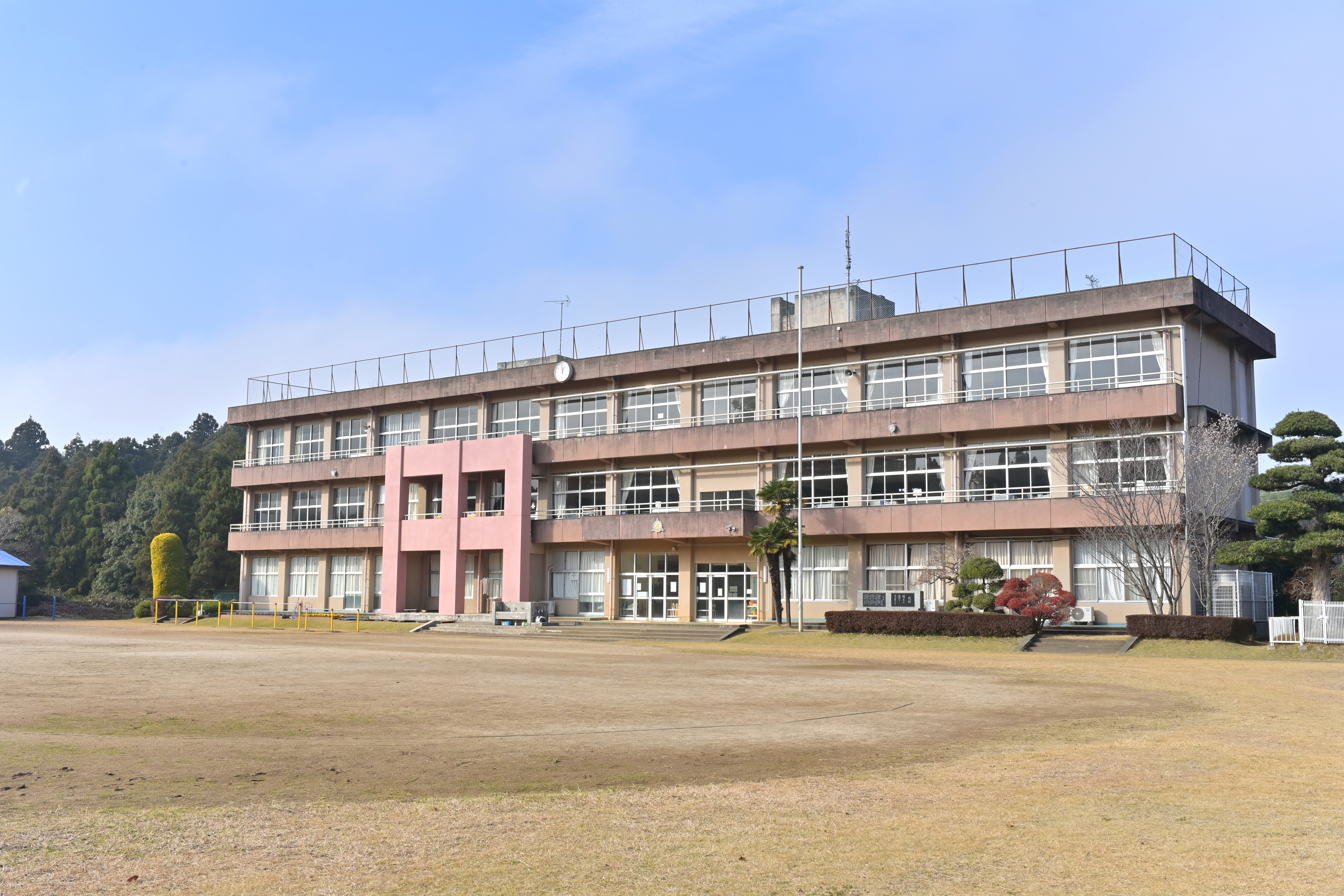
校舎

## 沿革
- 1877年（明治10年） - 君島小学校設立 （11月1日を創立記念日とする）
- 1892年（明治25年） - 君島尋常小学校に改称
- 1895年（明治28年） - 君島尋常高等小学校に改称
- 1908年（明治41年） - 君原尋常高等小学校に改称
- 1941年（昭和16年） - 君原国民学校に改称
- 1947年（昭和22年） - 君原村立君原小学校に改称
- 1955年（昭和30年） - 阿見町立君原小学校に改称
- 1967年（昭和42年） - 校歌ならびに校章制定。鼓笛隊誕生。君原小学校PTAが中学校より独立して発足
- 1971年（昭和46年） - プール完成
- 1976年（昭和51年） - 校旗樹立式
- 1978年（昭和53年） - 永久校舎完成（現在の敷地に）、創立100周年記念式典挙行
- 1982年（昭和57年） - 体育館完成
- 1993年（平成5年） - 図工室（八角形）完成
- 1997年（平成9年） - 校章プレート（新盤）取り付け
- 2005年（平成17年） - 門扉設置
- 2009年（平成21年） - 防犯カメラ設置
- 2011年（平成23年） - 東日本大震災による校舎・体育館破損箇所の修繕
- 2012年（平成24年） - 防災倉庫設置
- 2013年（平成25年） - 校舎耐震補強工事

## 通学区域
2020年（令和2年）から小規模認可校になったため町内全域からの通学が可能となった。

## 進学先中学校
- 阿見町立竹来中学校

## 周辺施設
- 塙城跡
- 上条城跡
- 塙不動尊
- 君原公民館
- 君原郵便局

## 交通
JR東日本常磐線荒川沖駅から10km